# Husayn III d'Algeri
Al-Husayn III ibn al-Husayn (arabo حسين داي, anche Hussein Dey; Smirne, 1765 – Alessandria d'Egitto, 1838) è stato l'ultimo governatore ottomano (Dey) di Algeri, in carica dal 1818 al 1830, anno della conquista francese della città. Da lui prendono il nome un distretto ed una città della Provincia di Algeri.

## Biografia

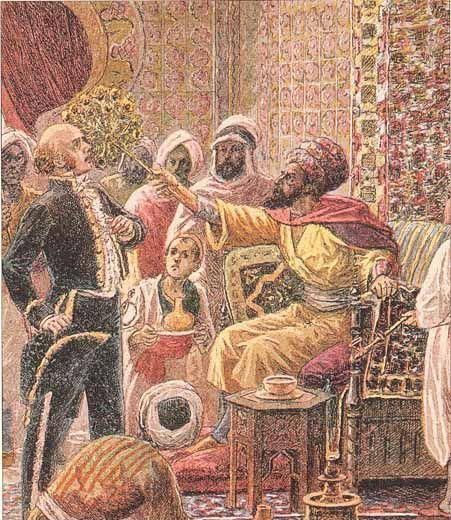
L' "Incidente del Ventaglio".

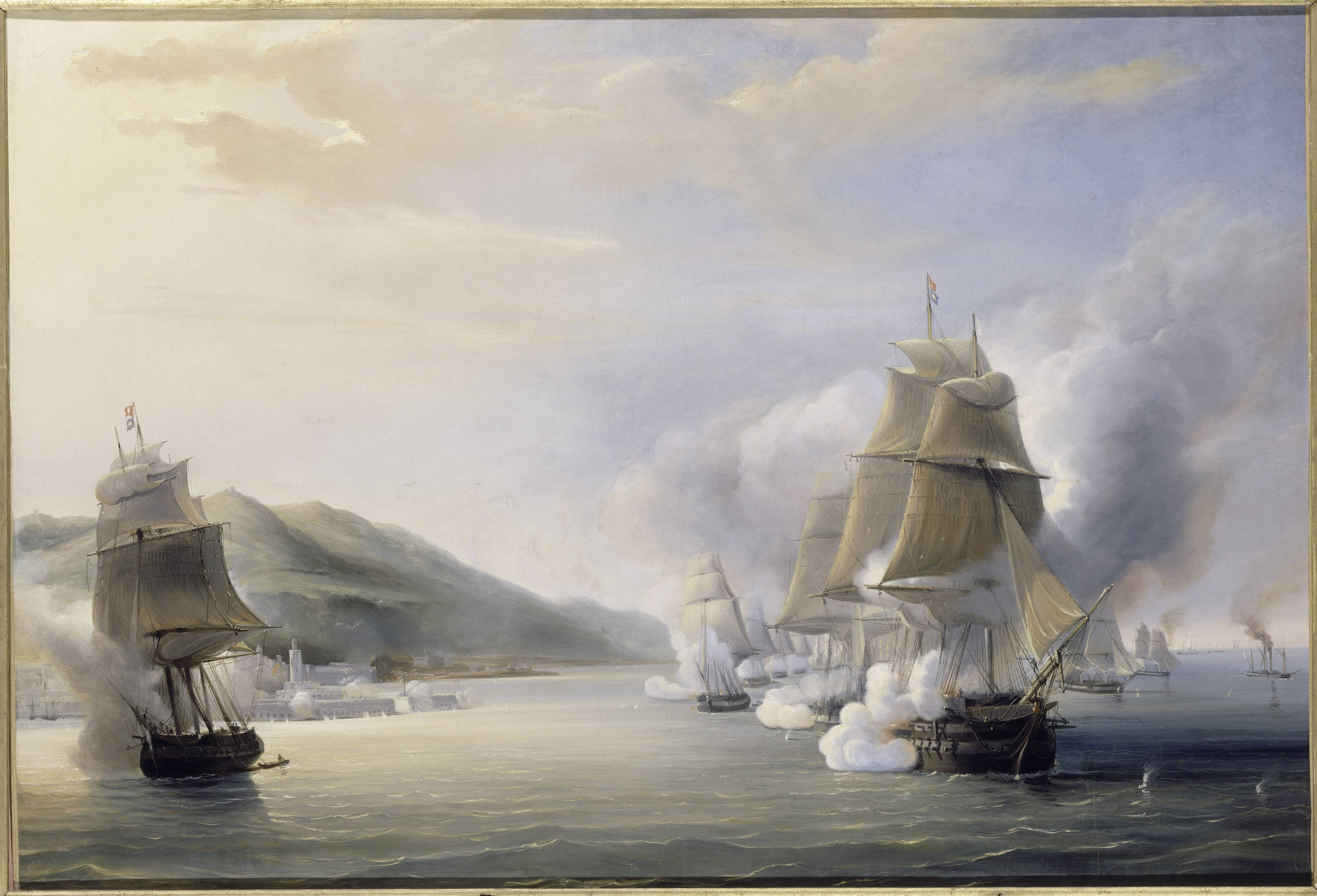
Il bombardamento navale di Algeri del luglio 1830

Nato nel 1765, Husayn venne nominato dey di Algeri il 1º marzo 1818, succedendo nella carica a Ali V ibn Ahmed.

Avviò inizialmente una politica di conciliazione con gli europei, liberando alcuni ostaggi e garantendo la libertà di culto agli ebrei. Non poté però esimersi dall'appoggiare l'Impero ottomano nella contesa con gli occidentali e così, nel 1827, inviò la sua flotta in soccorso alla marina ottomana nello scontro con la marina britannica, la marina francese e la marina russa. Le navi barbaresche, come il resto della flotta turca, vennero spazzate vie nella battaglia di Navarino.

### L' "Incidente del Ventaglio"
Husayn non aveva però inviato in soccorso al sultano tutta la sua flotta. Gravi questioni impegnavano infatti la mente del dey, quell'anno.

Husayn aveva chiesto alla Francia di saldare un debito contratto nel 1799 per acquisti di rifornimenti per le truppe napoleoniche durante la campagna d'Egitto. Il debito in questione riguardava un non ben precisato carico di grano venduto da due mercanti ebrei, tali Bacri Boushnak, che, a distanza di anni, indicavano questa perdita come cagione della loro impossibilità di pagare alcuni debiti da loro contratti con il dey stesso. Il console francese, Pierre Deval, aveva rifiutato di dare una risposta soddisfacente ad Husay che era arrivato a sospettare l'esistenza di un complotto, coinvolgente Deval ed i due mercanti ebrei, quando il nipote di Deval, Alexander, console francese ad Annaba, aveva avviato una parallela campagna di fortificazione militare gallicana presso Annaba e El Kala. Il 29 aprile 1827, durante un ulteriore colloquio, il dey, in un impeto di rabbia, aveva finito con il colpire Deval con il suo ventaglio. Carlo X di Francia, desideroso di aumentare il suo prestigio e la sua popolarità con manovre politico-militari "patriottiche", usò questo come pretesto per avviare un blocco contro il porto di Algeri. Husayn inviò ripetutamente le sue navi contro la flotta francese, non riuscendo però a rompere l'embargo. Nel 1829, la Francia inviò un ambasciatore al dey con una proposta per i negoziati ma questi rispose con il fuoco dei cannoni diretto verso una delle navi del blocco, dando agli europei il pretesto per un'azione militare più energica.

### L'invasione francese
Nel maggio del 1830 l'esercito francese partì da Tolone alla volta dell'Algeria, dove il 14 giugno sbarcò la forza di terra agli ordini di Bourmont a circa 25 chilometri ad ovest da Algeri. Mentre l'esercito incontrava una minima resistenza da parte degli algerini, la flotta navale francese sotto il comando dell'ammiraglio Guy-Victor Duperré attaccò Algeri via mare la città, dando il via a quella che si sarebbe trasformata nell'invasione di Algeri. I francesi entrarono in Algeri il 5 luglio e dopo soli due giorni la città capitolò definitivamente.

### L'esilio
Il 15 luglio, Husay, accompagnato dalla famiglia, dal suo seguito e dal suo harem, salì a bordo del bastimento francese "Giovanna d'Arco" e fece rotta per Napoli. Vistasi negata la possibilità di riparare in Francia, molto probabilmente per evitare le ire del sultano ottomano Mahmud II, sostò in Italia per tre anni salvo poi portarsi ad Alessandria d'Egitto, alla corte del viceré Mehmet Ali, ove morì nel 1838.